# Veloce Publishing
La Veloce Publishing è una casa editrice britannica fondata nel 1991 a Poundbury nel Dorset da Rod Grainger e Jude Brooks. Si occupa principalmente di pubblicare libri riguardanti modelli automobilistici. Il nome della casa editrice deriva proprio dall'italiano "veloce" usato spesso dalla Alfa-Romeo per descrivere i suoi modelli più rapidi.